# Sam Adams Award
Der Sam Adams Award ist eine jährlich vergebene Auszeichnung, die nach dem Whistleblower Samuel A. Adams benannt ist. Er wird von den Sam Adams Associates for Integrity in Intelligence (deutsch, etwa: „Sam Adams Mitstreiter für Integrität im Nachrichtendienst“) vergeben, einer Gruppe ehemaliger CIA-Offiziere im Ruhestand, die im Gedenken an Adams ethisches Handeln im Vietnamkrieg integren Professionellen der Nachrichtendienste so Anerkennung ausspricht.
Der kerzenhalterförmige Preis wird seit 2002 vergeben.

## Juroren
- Coleen Rowley, ehemals FBI
- Thomas Drake, ehemals NSA
- Jesselyn Radack, ehemals United States Department of Justice
- Ray McGovern, ehemals CIA

## Preisträger
- 2002: Coleen Rowley
- 2003: Katharine Gun
- 2004: Sibel Edmonds
- 2005: Craig Murray
- 2006: Samuel Provance
- 2007: Andrew Wilkie
- 2008: Frank Grevil
- 2009: Lawrence Wilkerson[2]
- 2010: Wikileaks & Julian Assange[3]
- 2011: Thomas Andrews Drake & Jesselyn Radack
- 2012: Thomas Fingar[4]
- 2013: Edward Snowden[5]
- 2014: Chelsea Manning[6]
- 2015: William Binney[7]
- 2016: John Kiriakou
- 2017: Seymour Hersh[8]
- 2018: Karen Kwiatkowski[9]
- 2019: Jeffrey Alexander Sterling, CIA-Whistleblower[10][11][12]
- 2020: Annie Machon, Whistleblowerin des britischen Nachrichtendienstes Security Service (MI5).[13]
- 2021: Daniel Everette Hale, Whistleblower, der geheime Dokumente zu US-Drohnenangriffen leakte. Die Informationen über das die Brutalität der US-Drohnenkriegsführung an den Journalisten Jeremy Scahill bildeten die Grundlage für Artikel, die unter dem Titel „The Drone Papers“ veröffentlicht wurden.[14][15][16]